# Yamaha YZF-R6
Yamaha YZF-R6 – motocykl sportowy klasy 600 cm3 produkowany od roku 1999 przez Yamaha Motor Company Ltd.

## Historia
Premiera motocykla miała miejsce jesienią 1998 roku. Dołączył on do zaprezentowanej rok wcześniej YZF-R1 tworząc wspólnie tzw. serię R. Poprzednikiem R6 w gamie modeli Yamahy był YZF 600 R Thundercat, który nadal pozostawał w produkcji, jednak teraz sklasyfikowany jako motocykl sportowo-turystyczny.
R6 podobnie jak wcześniejszy model - R1, była konstruowana jako motocykl ultra sportowy, nieulegający jakimkolwiek kompromisom. Efektem owej bezkompromisowości jest maszyna, będąca w momencie swej premiery zdecydowanym liderem w swojej klasie. Była najlżejsza, najmocniejsza, najzwrotniejsza. Dlatego też sprawuje się zdecydowanie lepiej na torze, niż w ruchu ulicznym.
W swej historii motocykl przeszedł wiele zmian. Poważniejszych modyfikacji dokonano w latach 2001, 2003, 2006, 2008, 2010. W pozostałych rocznikach zazwyczaj zmieniały się jedynie schematy malowania.

## Model 1999/2000
Konstruktorzy pierwszej generacji R6 postawili sobie za cel stworzenie motocykla jak najbardziej zwrotnego i jak najlżejszego. Z zadania tego wywiązali się znakomicie.
Nowa jednostka napędowa jest wyraźnie mniejsza w porównaniu z Thundercatem. Stało się tak głównie za sprawą nowej, krótszej skrzyni biegów, w której wałek zdawczy znajduje się nad wałkiem głównym. Górna część karteru silnika stanowi teraz jedną całość z blokiem cylindrów. Pozwala to wykorzystać go do usztywnienia ramy, a także redukuje jego masę. Wałki rozrządu zostały wydrążone, zaś ich napęd przeniesiono na prawą stronę, co umożliwiło rezygnację z szóstego łożyska wału korbowego. Cylindry wykonane są bezpośrednio w aluminiowym bloku i pokryte elektrolitycznie materiałem o dużej odporności na ścieranie i małym współczynniku tarcia. Współpracują z nimi lekkie, odkuwane tłoki. Silnik zasilany jest czterema gaźnikami o średnicy gardzieli 37 mm.
Niewielkie gabaryty silnika pozwoliły zmniejszyć także ramę. Jest ona spawana z aluminiowych odlewów. Również z aluminium wykonano tylny wahacz, który dla zwiększenia sztywności otrzymał dodatkowy zastrzał. W przednim zawieszeniu zastosowano widelec teleskopowy o średnicy rur 43 mm. Zarówno przednie jak i tylne zawieszenie wyposażone są w pełną regulację. Za wytracanie prędkości odpowiadają z przodu dwie tarcze o średnicy 298 mm wyposażone w czterotłoczkowe zaciski (takie same jak w cięższej i mocniejszej YZF-R1) oraz 220 mm-owa tarcza tylna.
W motocyklach z roku 2000 poprawiono mało precyzyjny mechanizm wybierania biegów. Silnik wyposażono w nowe pierścienie tłokowe oraz wzmocnione tłoki. Wzmocniono również mocowanie amortyzatora.

## Model 2001/2002
Model 2001 nie różnił się znacząco od swego poprzednika. Zmiany w wyglądzie motocykla to nowa tylna lampa wykonana w technologii LED, nowy wspornik tablicy rejestracyjnej, lusterka o dłuższych ramionach (zapożyczone z R1) oraz powiększony błotnik przykręcany do tylnego wahacza. Silnik otrzymał nowe tłoki, na których płaszczu, między pierścieniami, wprowadzono rowek w kształcie litery V. Wymusiło to zwiększenie wysokości tłoka o 0,5 mm. Dodatkowo powierzchnie tłoków pokryto warstwą materiału o nazwie "Alumite", który ma zmniejszyć tarcie i zwiększyć ich trwałość. Z kolei użycie wyższych tłoków, chcąc zachować niezmieniony stopień sprężania, wymusiło skrócenie korbowodów. Modyfikacja mechanizmu zmiany biegów miała zapewnić łatwiejszą, lepiej wyczuwalną zmianę przełożeń. Zastosowanie lżejszego akumulatora, nowego mniejszego modułu zapłonowego oraz osi i nakrętki widelca wykonanych z aluminium pozwoliło zredukować masę motocykla i obniżyć jej środek. Dokonano również poprawek w układzie wydechowym i zestrojeniu gaźników.

## Model 2003/2004
W 2003 roku R6 została całkowicie zmieniona. Ponad 90% części silnika zostało zmienione. Najważniejsze zmiany to 38 mm-owy wielopunktowy wtrysk paliwa, zastępujący dotychczasowe gaźniki.

## Model 2005
Najbardziej zauważalną zmianą w roku 2005 było nowe przednie zawieszenie. Zastosowano odwrócony widelec teleskopowy ("upside down") o średnicy rur 41 mm oraz zmodyfikowano geometrię zawieszenia (zwiększono kąt główki ramy o 0,5° oraz wyprzedzenie z 86 na 95 mm). Zmieniono także rozmiar przedniej opony ze 120/60 ZR 17 na 120/70 ZR 17. Średnicę przednich tarcz hamulcowych zwiększono do 310 mm. Nowe tarcze są jednak cieńsze a w rezultacie lżejsze. Współpracują z nimi radialne zaciski hamulcowe. Również pompa hamulcowa jest teraz radialna.
Zmiany w silniku to powiększona średnica gardzieli układu wtryskowego (40 zamiast 38 mm) oraz nowe kanały dolotowe, lepiej wykorzystujące zjawiska falowe występujące w zasysanym strumieniu powietrza. W efekcie dało to wzrost mocy maksymalnej o 3 KM oraz poprawę jej przebiegu w niższym zakresie obrotów.
Model 2005 był dostępny w specjalnym schemacie malowania, oznaczonym R46, zaprojektowanym przez Valentino Rossiego.

## Model 2006/2007
W 2006 r. R6 zbudowano od nowa. Zmieniony silnik osiągał teraz 127 KM przy 14500 obr./min. (133 KM pod wpływem doładowania ram-air) i maksymalną prędkość obrotową 17500 obr./min. (W rzeczywistości jednak wartości te były niższe (około 122 KM / 16200 obr./min)). Nowością było zastosowanie elektronicznego sterowania przepustnicami YCC-T (Yamaha Chip Controlled Throttle). Inne cechy nowego modelu to m.in. tytanowe zawory, dwa wtryskiwacze na cylinder, kute tłoki, lżejsze koło zamachowe, tłumik z tytanu, zawór wydechowy EXUP i sprzęgło antyhoppingowe.  

## Model 2008/2009
Pozostałymi cechami nowego modelu są również zawory tytanowe, dwa wtryskiwacze na cylinder, kute tłoki, lżejsze koła zamachowe, tłumik tytanowy z regulacją EXUP wydechowego i sprzęgło poślizgowe.Podwozie jest zaprojektowane z ciężkim przodem, 52,5 procent pokrycia przedniego koła. Warto zauważyć, że typ RJ095 był w 2005 konfiguracji sprzedawany pod nazwą 2009 YZF-R6S Yamaha.
Model 2010 został zmieniony w niektórych punktach i zoptymalizowany: nie ma na nowo zaprogramowanego systemu zarządzania silnikiem i modyfikacji spalin.

## Model 2010
W modelu 2010 zmiany ograniczyły się do modyfikacji układu wydechowego (nowy tłumik jest wyraźnie dłuższy) oraz zmiany oprogramowania sterującego jednostką napędową.

## Dane techniczne
Dane techniczne pochodzą z materiałów producenta.
| Rok produkcji Oznaczenie                       | 1999/2000 RJ03 | 2001/2002 RJ03 | 2003/2004 RJ05 / RJ09 | 2005/2006 RJ095 | 2006/2007 RJ11 | 2008/2009 RJ15 | 2010 RJ15 |
| Silnik / Układ przeniesienia napędu            | Silnik / Układ przeniesienia napędu | Silnik / Układ przeniesienia napędu | Silnik / Układ przeniesienia napędu | Silnik / Układ przeniesienia napędu | Silnik / Układ przeniesienia napędu | Silnik / Układ przeniesienia napędu | Silnik / Układ przeniesienia napędu |
| ---------------------------------------------- | --- | --- | --- | --- | --- | --- | --- |
| Typ                                            | Rzędowy, 4-suwowy, 4-cylindrowy, chłodzony cieczą, 16-zaworowy DOHC                                                                                               | Rzędowy, 4-suwowy, 4-cylindrowy, chłodzony cieczą, 16-zaworowy DOHC                                                                                               | Rzędowy, 4-suwowy, 4-cylindrowy, chłodzony cieczą, 16-zaworowy DOHC                                                                                               | Rzędowy, 4-suwowy, 4-cylindrowy, chłodzony cieczą, 16-zaworowy DOHC                                                                                               | Rzędowy, 4-suwowy, 4-cylindrowy, chłodzony cieczą, 16-zaworowy DOHC | Rzędowy, 4-suwowy, 4-cylindrowy, chłodzony cieczą, 16-zaworowy DOHC | Rzędowy, 4-suwowy, 4-cylindrowy, chłodzony cieczą, 16-zaworowy DOHC |
| Pojemność skokowa                              | 599,8 cm3 | 599,8 cm3 | 599,8 cm3 | 599,8 cm3 | 599,4 cm3 | 599,4 cm3 | 599,4 cm3 |
| Średnica cylindra x Skok tłoka                 | 65,5 x 44,5 mm | 65,5 x 44,5 mm | 65,5 x 44,5 mm | 65,5 x 44,5 mm | 67,0 x 42,5 mm | 67,0 x 42,5 mm | 67,0 x 42,5 mm |
| Stopień sprężania                              | 12,4 : 1 | 12,4 : 1 | 12,4 : 1 | 12,4 : 1 | 12,8 : 1 | 13,1 : 1 | 13,1 : 1 |
| Moc                                            | 88,2 kW (120 KM) przy 13 000 obr./min | 88,2 kW (120 KM) przy 13 000 obr./min | 90,5 kW (123 KM) przy 13 000 obr./min z doładowaniem dynamicznym 86,0 kW (117 KM) przy 13 000 obr./min bez doładowania dynamicznego                               | 92,7 kW (126 KM) przy 13 000 obr./min z doładowaniem dynamicznym 88,2 kW (120 KM) przy 13 000 obr./min bez doładowania dynamicznego                               | 97,8 kW (133 KM) przy 14 500 obr./min z doładowaniem dynamicznym 93,4 kW (127 KM) przy 14 500 obr./min bez doładowania dynamicznego                                                                        | 99,6 kW (135 KM) przy 14 500 obr./min z doładowaniem dynamicznym 94,9 kW (129 KM) przy 14 500 obr./min bez doładowania dynamicznego                                                                        | 91,0 kW (124 KM) przy 14 500 obr./min |
| Moment obrotowy                                | 68,1 Nm przy 11 500 obr./min | 68,1 Nm przy 11 500 obr./min | 68,5 Nm przy 12 000 obr./min z doładowaniem dynamicznym 66,4 Nm przy 12 000 obr./min bez doładowania dynamicznego                                                 | 68,5 Nm przy 12 000 obr./min z doładowaniem dynamicznym 66,4 Nm przy 12 000 obr./min bez doładowania dynamicznego                                                 | 68,0 Nm przy 12 000 obr./min z doładowaniem dynamicznym 66,0 Nm przy 12 000 obr./min bez doładowania dynamicznego                                                                                          | 69,1 Nm przy 11 000 obr./min z doładowaniem dynamicznym 65,8 Nm przy 11 000 obr./min bez doładowania dynamicznego                                                                                          | 65,7 Nm przy 11 000 obr./min |
| Układ olejenia                                 | Z mokrą misą olejową | Z mokrą misą olejową | Z mokrą misą olejową | Z mokrą misą olejową | Z mokrą misą olejową | Z mokrą misą olejową | Z mokrą misą olejową |
| Układ zasilania                                | 37 mm Keihin CVRD37 z systemem Throttle Position Sensor | 37 mm Keihin CVRD37 z systemem Throttle Position Sensor | Wtrysk paliwa | Wtrysk paliwa | Wtrysk paliwa z YCC-T | Wtrysk paliwa z YCC-T oraz YCC-I | Wtrysk paliwa z YCC-T oraz YCC-I |
| Układ zapłonowy                                | CDI | DC-CDI | DC-CDI | DC-CDI | TCI | TCI | TCI |
| Sprzęgło                                       | Wielotarczowe mokre | Wielotarczowe mokre | Wielotarczowe mokre | Wielotarczowe mokre | Wielotarczowe mokre z zabezpieczeniem przed zablokowaniem tylnego koła | Wielotarczowe mokre z zabezpieczeniem przed zablokowaniem tylnego koła | Wielotarczowe mokre z zabezpieczeniem przed zablokowaniem tylnego koła |
| Przełożenie wstępne (silnik - skrzynia biegów) | 86/44 (1,955) | 86/44 (1,955) | 86/44 (1,955) | 86/44 (1,955) | 85/41 (2,073) | 85/41 (2,073) | 85/41 (2,073) |
| Skrzynia biegów                                | 6-biegowa o stałym zazębieniu | 6-biegowa o stałym zazębieniu | 6-biegowa o stałym zazębieniu | 6-biegowa o stałym zazębieniu | 6-biegowa o stałym zazębieniu | 6-biegowa o stałym zazębieniu | 6-biegowa o stałym zazębieniu |
| Przełożenie 1. biegu                           | 37/13 (2,846) | 37/13 (2,846) | 37/13 (2,846) | 37/13 (2,846) | 31/12 (2,583) | 31/12 (2,583) | 31/12 (2,583) |
| Przełożenie 2. biegu                           | 37/19 (1,947) | 37/19 (1,947) | 37/19 (1,947) | 37/19 (1,947) | 32/16 (2,000) | 32/16 (2,000) | 32/16 (2,000) |
| Przełożenie 3. biegu                           | 28/18 (1,556) | 28/18 (1,556) | 28/18 (1,556) | 28/18 (1,556) | 30/18 (1,667) | 30/18 (1,667) | 30/18 (1,667) |
| Przełożenie 4. biegu                           | 32/24 (1,333) | 32/24 (1,333) | 32/24 (1,333) | 32/24 (1,333) | 26/18 (1,444) | 26/18 (1,444) | 26/18 (1,444) |
| Przełożenie 5. biegu                           | 25/21 (1,190) | 25/21 (1,190) | 25/21 (1,190) | 25/21 (1,190) | 27/21 (1,286) | 27/21 (1,286) | 27/21 (1,286) |
| Przełożenie 6. biegu                           | 26/24 (1,083) | 26/24 (1,083) | 26/24 (1,083) | 26/24 (1,083) | 23/20 (1,150) | 23/20 (1,150) | 23/20 (1,150) |
| Napęd tylnego koła                             | #532 łańcuch O-ring | #532 łańcuch O-ring | #532 łańcuch O-ring | #532 łańcuch O-ring | #525 łańcuch O-ring | #525 łańcuch O-ring | #525 łańcuch O-ring |
| Przełożenie napędu tylnego koła                | 48/16 (3,000) | 48/16 (3,000) | 48/16 (3,000) | 48/16 (3,000) | 45/16 (2,813) | 45/16 (2,813) | 45/16 (2,813) |
| Układ jezdny / Układ hamulcowy                 | | | | | | | |
| Rama                                           | Aluminiowa, Deltabox II | Aluminiowa, Deltabox II | Aluminiowa, Deltabox III | Aluminiowa, Deltabox III | Aluminiowa, Deltabox | Aluminiowa, Deltabox | Aluminiowa, Deltabox |
| Przednie zawieszenie                           | Widelec teleskopowy, Ø 43 mm, regulacja napięcia wstępnego, regulacja tłumienia dobicia, regulacja tłumienia odbicia                                              | Widelec teleskopowy, Ø 43 mm, regulacja napięcia wstępnego, regulacja tłumienia dobicia, regulacja tłumienia odbicia                                              | Widelec teleskopowy, Ø 43 mm, regulacja napięcia wstępnego, regulacja tłumienia dobicia, regulacja tłumienia odbicia                                              | Odwrócony widelec teleskopowy, Ø 41 mm, regulacja napięcia wstępnego, regulacja tłumienia dobicia, regulacja tłumienia odbicia                                    | Odwrócony widelec teleskopowy, Ø 41 mm, regulacja napięcia wstępnego, regulacja tłumienia dobicia niezależnie dla wolnych i szybkich ugięć, regulacja tłumienia odbicia                                    | Odwrócony widelec teleskopowy, Ø 41 mm, regulacja napięcia wstępnego, regulacja tłumienia dobicia niezależnie dla wolnych i szybkich ugięć, regulacja tłumienia odbicia                                    | Odwrócony widelec teleskopowy, Ø 41 mm, regulacja napięcia wstępnego, regulacja tłumienia dobicia niezależnie dla wolnych i szybkich ugięć, regulacja tłumienia odbicia                                    |
| Skok przedniego zawieszenia                    | 130 mm | 130 mm | 130 mm | 120 mm | 120 mm | 115 mm | 115 mm |
| Rozmiar przedniej opony                        | 120/60 ZR 17 | 120/60 ZR 17 | 120/60 ZR 17 | 120/70 ZR 17 | 120/70 ZR 17 | 120/70 ZR 17 | 120/70 ZR 17 |
| Tylne zawieszenie                              | Wahacz połączony układem dźwigniowym z elementem resorująco-amortyzującym, regulacja napięcia wstępnego, regulacja tłumienia dobicia, regulacja tłumienia odbicia | Wahacz połączony układem dźwigniowym z elementem resorująco-amortyzującym, regulacja napięcia wstępnego, regulacja tłumienia dobicia, regulacja tłumienia odbicia | Wahacz połączony układem dźwigniowym z elementem resorująco-amortyzującym, regulacja napięcia wstępnego, regulacja tłumienia dobicia, regulacja tłumienia odbicia | Wahacz połączony układem dźwigniowym z elementem resorująco-amortyzującym, regulacja napięcia wstępnego, regulacja tłumienia dobicia, regulacja tłumienia odbicia | Wahacz połączony układem dźwigniowym z elementem resorująco-amortyzującym, regulacja napięcia wstępnego, regulacja tłumienia dobicia niezależnie dla wolnych i szybkich ugięć, regulacja tłumienia odbicia | Wahacz połączony układem dźwigniowym z elementem resorująco-amortyzującym, regulacja napięcia wstępnego, regulacja tłumienia dobicia niezależnie dla wolnych i szybkich ugięć, regulacja tłumienia odbicia | Wahacz połączony układem dźwigniowym z elementem resorująco-amortyzującym, regulacja napięcia wstępnego, regulacja tłumienia dobicia niezależnie dla wolnych i szybkich ugięć, regulacja tłumienia odbicia |
| Skok tylnego zawieszenia                       | 120 mm | 120 mm | 120 mm | 120 mm | 120 mm | 120 mm | 120 mm |
| Rozmiar tylnej opony                           | 180/55 ZR 17 | 180/55 ZR 17 | 180/55 ZR 17 | 180/55 ZR 17 | 180/55 ZR 17 | 180/55 ZR 17 | 180/55 ZR 17 |
| Kąt główki ramy                                | 24° | 24° | 24° | 24,5° | 24° | 24° | 24° |
| Wyprzedzenie                                   | 81 mm | 81 mm | 86 mm | 95 mm | 97 mm | 97 mm | 97 mm |
| Przedni hamulec                                | Dwutarczowy, Ø 298 mm | Dwutarczowy, Ø 298 mm | Dwutarczowy, Ø 298 mm | Dwutarczowy, Ø 310 mm, zaciski radialne | Dwutarczowy, Ø 310 mm, zaciski radialne | Dwutarczowy, Ø 310 mm, zaciski radialne | Dwutarczowy, Ø 310 mm, zaciski radialne |
| Tylny hamulec                                  | Pojedyncza tarcza, Ø 220 mm | Pojedyncza tarcza, Ø 220 mm | Pojedyncza tarcza, Ø 220 mm | Pojedyncza tarcza, Ø 220 mm | Pojedyncza tarcza, Ø 220 mm | Pojedyncza tarcza, Ø 220 mm | Pojedyncza tarcza, Ø 220 mm |
| Wymiary                                        | | | | | | | |
| Długość                                        | 2025 mm | 2025 mm | 2025 mm | 2045 mm | 2040 mm | 2040 mm | 2040 mm |
| Szerokość                                      | 690 mm | 690 mm | 690 mm | 690 mm | 700 mm | 705 mm | 705 mm |
| Height                                         | 1105 mm | 1105 mm | 1090 mm | 1105 mm | 1100 mm | 1100 mm | 1100 mm |
| Wysokość siedzenia                             | 820 mm | 820 mm | 820 mm | 830 mm | 850 mm | 850 mm | 850 mm |
| Rozstaw osi                                    | 1380 mm | 1380 mm | 1380 mm | 1385 mm | 1380 mm | 1380 mm | 1380 mm |
| Prześwit minimalny                             | 135 mm | 135 mm | 135 mm | 145 mm | 130 mm | 130 mm | 130 mm |
| Pojemność zbiornika paliwa (rezerwa)           | 17,0 l (3,5 l) | 17,0 l (3,5 l) | 17,0 l (3,5 l) | 17,0 l (3,5 l) | 17,3 l (3,5 l) | 17,3 l (3,5 l) | 17,3 l (3,5 l) |
| Pojemność układu olejenia                      | 3,5 l | 3,5 l | 3,4 l | 3,4 l | 3,4 l | 3,4 l | 3,4 l |
| Dry Weight                                     | 169 kg | 167,5 kg | 162 kg | 163 kg | 161 kg | 166 kg | |
| Wet Weight                                     | 188 kg | 186 kg | 182 kg | 183 kg | 182 kg | 185 kg | 189 kg |